# Cmentarz żydowski w Stanisławowie
Cmentarz żydowski w Stanisławowie – kirkut służący niegdyś żydowskiej społeczności Stanisławowa. Nie wiadomo dokładnie kiedy powstał. Prawdopodobnie został zniszczony podczas II wojny światowej.